# Gabriella Pescucci
Gabriella Pescucci (Rosignano Marittimo, 17 gennaio 1943) è una costumista italiana.
È vincitrice di vari riconoscimenti, tra cui un Premio Oscar, due Premi Emmy, nove Premi Nastri d'argento, due Premi BAFTA e tre Premi David di Donatello.

## Biografia
Ha studiato presso l'Accademia di belle arti di Firenze, ed ha iniziato la sua carriera a Roma come assistente di Pierluigi Pizzi, e di Piero Tosi (in Medea di Pier Paolo Pasolini). Ha lavorato nell'ambito dell'opera lirica (dove viene ricordata sia per i costumi di pura fantasia, come per quelli per Norma, con le scene di Mario Ceroli, sia per quelli frutto di accurata ricostruzione storica, ad esempio per Un ballo in maschera, entrambi alla Scala di Milano). Ma ha lavorato altrettanto intensamente in ambito cinematografico.
Nel 1994 ha vinto il premio Oscar ai migliori costumi per L'età dell'innocenza di Martin Scorsese. Ha ricevuto altre 2 candidature: nel 1989 per Le avventure del barone di Munchausen di Terry Gilliam, e nel 2006 per La fabbrica di cioccolato di Tim Burton. Ha inoltre vinto sette nastri d'argento per Fatti di gente perbene (1975), Divina creatura (1976), La città delle donne (1980), Il nome della rosa (1987), Le avventure del barone di Munchausen (1990), L'età dell'innocenza (1994) e La fabbrica di cioccolato (2006). Ha anche vinto due David di Donatello con: Il mondo nuovo (1982), e Il nome della rosa (1987), e due BAFTA per C'era una volta in America (1985) e Le avventure del barone di Münchausen.
Nel 2007 ha disegnato i costumi per l'Opera popolare Giulietta e Romeo. Sue creazioni sono anche i costumi rinascimentali per la serie televisiva I Borgia e per la serie Penny Dreadful ambientata in epoca vittoriana. Nel 2006 ha firmato i costumi della cerimonia di apertura dei XX Giochi olimpici invernali Torino 2006.

## Filmografia parziale
- I cuori infranti, regia di Gianni Puccini e Vittorio Caprioli (1963)
- Arrriva Dorellik, regia di Steno (1967)
- I sette fratelli Cervi. regia di Gianni Puccini (1968)
- Uomini contro, regia di Francesco Rosi (1970)
- Addio fratello crudele, regia di Giuseppe Patroni Griffi (1971)
- D'amore si muore, regia di Carlo Carunchio (1972)
- Paolo il caldo, regia di Marco Vicario (1973)
- Identikit, regia di Giuseppe Patroni Griffi (1974)
- Fatti di gente perbene, regia di Mauro Bolognini (1974)
- Divina creatura, regia di Giuseppe Patroni Griffi (1975)
- Per amore di Cesarina, regia di Vittorio Sindoni (1976)
- L'eredità Ferramonti, regia di Mauro Bolognini (1976)
- Il gabbiano, regia di Marco Bellocchio (1977) - film TV
- Prova d'orchestra, regia di Federico Fellini (1979)
- La città delle donne, regia di Federico Fellini (1980)
- Tre fratelli, regia di Francesco Rosi (1981)
- Passione d'amore, regia di Ettore Scola (1981)
- Il mondo nuovo (La Nuit de Varennes), regia di Ettore Scola (1982)
- Dagobert (Le bon roi Dagobert), regia di Dino Risi (1984)
- Qualcosa di biondo, regia di Maurizio Ponzi (1984)
- C'era una volta in America (Once Upon a Time in America), regia di Sergio Leone (1984)
- Il trovatore, regia di Brian Large (1985)
- Il nome della rosa (Der Name der Rose), regia di Jean-Jacques Annaud (1986)
- Le avventure del barone di Munchausen, regia di Terry Gilliam (1988)
- Che ora è, regia di Ettore Scola (1989)
- L'età dell'innocenza (The Age of Innocence), regia di Martin Scorsese (1993)
- Per amore, solo per amore, regia di Giovanni Veronesi (1993)
- La notte e il momento, regia di Anna Maria Tatò (1995)
- Padrona del suo destino, regia di Marshall Herskovitz (1998)
- Perdutoamor, regia di Franco Battiato (2003)
- Van Helsing, regia di Stephen Sommers (2004)
- La fabbrica di cioccolato (Charlie and the Chocolate Factory), regia di Tim Burton (2005)
- I fratelli Grimm e l'incantevole strega (The Brothers Grimm), regia di Terry Gilliam (2005)
- La leggenda di Beowulf (Beowulf), regia di Robert Zemeckis (2007)
- Agorà, regia di Alejandro Amenábar (2009)
- La prima cosa bella, regia di Paolo Virzì (2010)
- I Borgia (The Borgias) – serie TV, 29 episodi (2011-2013)
- Penny Dreadful – serie TV, 27 episodi (2014-2016)
- La tela dell'inganno (The Burnt Orange Heresy), regia di Giuseppe Capotondi (2019)
- Domina – serie TV, 16 episodi (2021-2023)
- Pantafa, regia di Emanuele Scaringi (2023)

## Riconoscimenti
Premio Oscar
- 1990 - Candidatura come migliori costumi per Le avventure del barone di Münchausen
- 1994 - Migliori costumi per L'età dell'innocenza
- 2006 - Candidatura come migliori costumi per La fabbrica di cioccolato

Premio BAFTA
- 1985 - Migliori costumi per C'era una volta in America
- 1990 - Migliori costumi per Le avventure del barone di Münchausen
- 2006 - Candidatura come migliori costumi per La fabbrica di cioccolato

Capri Hollywood award
- 2005 - Miglior costumista per I fratelli Grimm e l'incantevole strega

Ciak d'oro
- 1987 - Migliori costumi per La famiglia[1]
- 1990 - Migliori costumi per Le avventure del barone di Munchausen[1]
- 1997 - Migliori costumi per Albergo Roma[1]
- 2010 - Migliori costumi per La prima cosa bella[2]

Costumers Guild Awards
- 2006 - Candidatura come migliori costumi per La fabbrica di cioccolato

David di Donatello
- 1983 - Miglior costumista per Il mondo nuovo
- 1987 - Miglior costumista per Il nome della rosa
- 1987 - Candidatura come miglior costumista per La famiglia
- 1989 - Candidatura come miglior costumista per Splendor
- 1994 - Candidatura come miglior costumista per Per amore, solo per amore
- 2010 - Candidatura come miglior costumista per La prima cosa bella

Nastro d'argento
- 1975 - Migliori costumi per Fatti di gente perbene
- 1976 - Migliori costumi per Divina creatura
- 1980 - Migliori costumi per La città delle donne
- 1983 - Candidatura come migliori costumi per Il mondo nuovo
- 1987 - Migliori costumi per Il nome della rosa
- 1990 - Migliori costumi per Le avventure del barone di Münchausen
- 1993 - Migliori costumi per L'età dell'innocenza
- 2004 - Candidatura come migliori costumi per Perdutoamor
- 2005 - Candidatura come migliori costumi per Van Helsing
- 2006 - Migliori costumi per La fabbrica di cioccolato
- 2010 - Migliori costumi per Agora e La prima cosa bella

Saturn Award
- 1991 - Candidatura come migliori costumi per Le avventure del barone di Münchausen
- 2005 - Candidatura come migliori costumi per Van Helsing
- 2006 - Candidatura come migliori costumi per La fabbrica di cioccolato

Premio Emmy
- 2011 - Miglior costumista per I Borgia
- 2012 - Candidatura come miglior costumista per I Borgia
- 2013 - Miglior costumista per I Borgia

Premio César
- 1993 - Candidatura come migliori costumi per Indocina
- 2000 - Candidatura come migliori costumi per Il tempo ritrovato

Premio Goya
- 2010 - Migliore costumista per Agora